# Міддлтаун Тауншип (округ Сасквеганна, Пенсільванія)
Міддлтаун Тауншип (англ. Middletown Township) — селище (англ. township) в США, в окрузі Сасквегенна штату Пенсільванія. Населення — 284 особи (2020).

## Демографія
Згідно з переписом 2010 року, у селищі мешкали 382 особи в 151 домогосподарстві у складі 107 родин. Було 275 помешкань
Расовий склад населення:
| - 98,4 % — білих - 0,5 % — азіатів - 0,3 % — вихідців з тихоокеанських островів |

До двох чи більше рас належало 0,8 %. Частка іспаномовних становила 1,6 % від усіх жителів.
За віковим діапазоном населення розподілялося таким чином: 20,7 % — особи молодші 18 років, 62,3 % — особи у віці 18—64 років, 17,0 % — особи у віці 65 років та старші. Медіана віку мешканця становила 43,8 року. На 100 осіб жіночої статі у селищі припадало 118,3 чоловіків;  на 100 жінок у віці від 18 років та старших — 127,8 чоловіків також старших 18 років.
Середній дохід на одне домашнє господарство  становив 65 435 доларів США (медіана — 52 000), а середній дохід на одну сім'ю — 66 390 доларів (медіана — 51 875). За межею бідності перебувало 6,0 % осіб, у тому числі 11,1 % дітей у віці до 18 років та 0,0 % осіб у віці 65 років та старших.
Цивільне працевлаштоване населення становило 141 особа. Основні галузі зайнятості: освіта, охорона здоров'я та соціальна допомога — 19,1 %, виробництво — 17,0 %, будівництво — 12,8 %, сільське господарство, лісництво, риболовля — 11,3 %.